# Hymenobolus
Hymenobolus is een monotypisch geslacht van schimmels uit de orde Helotiales. De typesoort is Hymenobolus agaves. Later is deze soort heringedeeld in het geslacht Coniothyrina. Het geslacht bevat alleen Hymenobolus kmetii. 